# كريستيانو نوفمبر
كريستيانو نوفمبر (بالإيطالية: Cristiano Novembre)‏ هو لاعب كرة قدم إيطالي في مركز حراسة المرمى، ولد في 15 يونيو 1987 في برينديزي في إيطاليا. لعب مع نادي ليتشي ويوفنتوس.